# Idolerna
Idolerna var en svensk popgrupp som bestod av 1960-talspopidolerna Lalla Hansson, Tommy Blom, Lennart Grahn och Svenne Hedlund.

## Historia
Gruppen släppte 2000 debutalbumet Idolerna som nådde 31:a plats på Svenska albumlistan. Låten "Här kommer kärleken" blev mycket framgångsrik och låg 29 veckor på Svensktoppen 2000–2001, varav 14 veckor på första plats. Även låtarna "Nu leker livet" och "Sommar" tog sig in på samma lista 2001.
Gruppen genomförde en Sverigeturné mellan juni och september 2000. Den 25 juli 2000 uppträdde gruppen i TV-programmet Allsång på Skansen och den 30 juli 2000 medverkade man i Bingolotto. Den 13 oktober 2000 var gruppen fredagsgäster i TV-programmet Go'kväll.
År 2001 släpptes livealbumet Greatest Hits, Live & More som inte nådde någon listplacering. Skivbolaget EMI släppte också samlingsalbumet Det bästa med de svenska popidolerna. Vol. 1 med låtar av Shanes, Tages, Hep Stars samt Hanssons solokarriär. Den 15 juni 2001 medverkade gruppen i TV-programmet Högtryck med Loket. Ytterligare en sommarturné i Sverige följde 2001. Därefter lades gruppen på is.

## Diskografi

### Album
- 2000 – Idolerna
- 2001 – Greatest Hits, Live & More

### Singlar
- 2001 – "Här kommer kärleken"
- 2001 – "Sommar"

### Låtar på Svensktoppen
- 2000–2001 – "Här kommer kärleken"
- 2001 – "Nu leker livet"
- 2001 – "Sommar"